# Molophilus curvatus
Molophilus curvatus är en tvåvingeart som beskrevs av Tonnoir 1920. Molophilus curvatus ingår i släktet Molophilus och familjen småharkrankar. Arten är reproducerande i Sverige. Inga underarter finns listade i Catalogue of Life.